# La Croix-sur-Ourcq
 La Croix-sur-Ourcq  là một xã ở tỉnh Aisne, vùng Hauts-de-France thuộc miền bắc nước Pháp.